# بستان شارب (صنعاء القديمة)

تعديل مصدري - تعديل

حارة بستان شارب هي إحدى حارات مدينة صنعاء القديمة، بلغ تعداد سكانها 1276 نسمة حسب تعداد اليمن لعام 2004.